# William Campion (MP)
William Campion foi um político inglês no século XVI.
Rythe nasceu em Londres. Ele foi educado no Pembroke College, Oxford e foi MP de Inglaterra por Haslemere de 1586 a 1587.